# 田畑勝手作許可
田畑勝手作許可（たはたかってさくきょか）とは、1871年10月20日（明治4年9月7日）に出された大蔵省「田畑夫食取入ノ余ハ諸物品勝手作ヲ許ス」の件の通称。これにより江戸幕府の田畑勝手作禁止令は明確に実効性を喪失した。
江戸幕府は石高制と年貢の米納原則を維持するために田畑勝手作禁止令を出したものの、時代が下るにつれて商業作物の生産が広まり、形骸化していった。
明治政府は輸送手段が発達したことや、年貢の石代納を認めたことを理由に、田畑勝手作禁止令を撤廃して農民がそれぞれの土地に適した農産物を生産することを奨励した。これは農民の生産意欲の向上とともに、政府への租税収入の安定・増加を図るとともに、計画されていた地租改正にともなう租税の金納化に備えた措置でもあった。これに続いて翌年には田畑永代売買禁止令を廃止する地所永代売買解禁が出されている。